# Passages secrets (album)
Pour l'élément de construction, voir Passage secret.
Albums de Henry Torgue et Serge Houppin
Vertiges
(2001)
Passages secrets est le dixième album de Torgue et Houppin sorti le 29 janvier 2007 sur le label Hopi Mesa pour le spectacle éponyme de Philippe Genty.

## Titres de l'album
1. Double Cut - 4 min 57 s
2. Le 27e Rêve - 5 min 24 s
3. Loin d'ici - 3 min 17 s
4. La Fleur d'Asakusa - 3 min 39 s
5. La Fin des terres - 4 min 11 s
6. Planes For - 4 min 37 s
7. Chrysalides - 3 min 26 s
8. Terra - 5 min 04 s
9. Après les jours - 3 min 32 s
10. La Fille de Wang - 2 min 57 s
11. Entracte - 3 min 25 s
12. La Lettre - 3 min 19 s
13. Passages secrets - 3 min 20 s